# Wellington Yueh
Wellington Yueh Frank Herbert A Dűne című regényében szereplő Suk-orvos.

## Története
Liga szerint 10082-ben született meg. 10092-ben született meg Wanna Marcus, Yueh későbbi felesége. A doktor Liga szerint 10112-ben diplomát szerzett a Suk-egyetemen és sikereket ért el a kiborg kutatásban, azaz abban, hogy a sérült emberi testet kipótolják gépi szervekkel. Liga szerint 10174-ben először érkezett meg a Caladanra, hogy szemügyre vegye a súlyosan megsérült Rhombur Verniust. Az ezt követő évben végleg kiborgot csinált Rhomburból.
Liga szerint 10191-ben az Dűne bolygóra áthelyezett Atreides-ház ellen megindult egy támadás, amiben Harkonnen és császári katonák veszttek részt. Ebben a támadásban fontos szerephez jutott Wellington, hisz ő volt az, aki kiiktatta a védelmi rendszert. Az árulást azért követte el, mert a Harkonnenek megtörték a Suk-kondicionálását azzal, hogy a felesége életével zsarolták.